# Nathan Soret
 (mai 2025).
L'article doit être relu — et modifié si nécessaire — par des contributeurs indépendants pour apporter un regard critique aux contributions effectuées en violation des conditions d'utilisation de Wikipédia, tant sur la forme (notamment concernant le style encyclopédique, la proportionnalité) que sur le fond (la neutralité de point de vue, la qualité et l'indépendance des sources).
Nathan Soret est un animateur de télévision et radio belge de RTL Belgium né le 7 juin 1995 à Malmedy.

## Biographie
Il débute dans les médias à l'âge de 14 ans en lançant un blog personnel. Il est ensuite invité à contribuer au site du journal français Le Figaro, où il publie notamment plusieurs interviews, comme Stromae ou Grand Corps Malade.
En 2010, il rejoint la rédaction de La Meuse Verviers (Sudinfo), puis collabore avec les sites high-tech du journal Le Soir.
En 2012, il est recruté par RTL Belgium pour gérer les réseaux sociaux de l'émission Belgium's Got Talent. En parallèle, il fait ses premiers pas en radio sur la station bruxelloise de musique urbaine, Radio KIF.
En 2014, il rejoint Radio Contact dans l’émission 16-20 animée par David Antoine, et assure également l’animation de la tranche du dimanche après-midi. Il est également en charge de la gestion des réseaux sociaux de la station. 
En 2015, il intègre l'émission Tout s'explique sur la chaîne RTL TVI. La même année, il cofonde Young Change Maker,, un projet de conférences à vocation sociale organisé en Belgique et en France. 
En 2017, il quitte Radio Contact pour fonder, en 2019, l’agence de communication et relations publiques Nonante Cinq, qu'il dirige depuis.
En 2017, il quitte Radio Contact et lance une activité indépendante. En 2019, il fonde l’agence de communication et relations publiques Nonante Cinq, qu'il dirige depuis.
En 2018, il rejoint l'émission radio Faut qu'on en parle sur Bel RTL. La même année, il intègre la nouvelle émission Waldorado (RTL TVI), consacrée à l'entrepreneuriat en Wallonie. Il quittera l'émission en juin 2024. 
Il intervient également comme animateur de podcasts, conférencier et formateur pour plusieurs institutions académiques, dont le Start Lab ICHEC, et l’ICHEC Formation Continue.

## Distinctions
En 2013, il figure dans une sélection du magazine ELLE Belgique consacrée aux « 10 jeunes talents de demain ».
En 2019, il remporte le prix "Étoile de l'année 2018" lors de la cérémonie du Verviétois de l'année organisée par le journal La Meuse Verviers (Sudinfo).
En 2024, il est inclus dans le premier classement belge Forbes 30 Under 30, qui recense les jeunes professionnels jugés prometteurs dans leurs domaines respectifs,,.